# Cesare Fantoni
Pour les articles homonymes, voir Fantoni.
Cesare Fantoni, né le 1er février 1902 à Bologne et mort à Rome le 15 janvier 1963 , est un acteur italien. 

## Filmographie partielle
- 1942 : La Dame de l'Ouest  de Carl Koch
- 1945 : Carmen de Christian-Jaque
- 1946 : Le Témoin de Pietro Germi
- 1948 : Arènes en folie de Mario Mattoli
- 1950 : Mon frère a peur des femmes de Mario Mattoli
- 1950 : Le Prince pirate de Pietro Francisci
- 1952 : Les Chemises rouges de Goffredo Alessandrini et Francesco Rosi
- 1956 : Roland, prince vaillant de Pietro Francisci
- 1959 : Fripouillard et Cie (I tartassati) de Steno
- 1959 :Hercule et la Reine de Lydie (Ercole e la regina di Lidia) de Pietro Francisci et Mario Bava : Œdipe
- 1960 : Carthage en flammes de Carmine Gallone
- 1960 : Les Amours d'Hercule de Carlo Ludovico Bragaglia
- 1960 : La Charge de Syracuse de Pietro Francisci
- 1960 : Le chat miaulera trois fois  de Steno
- 1961 : Le Triomphe de Maciste  de Tanio Boccia
- 1962 : Jules César, conquérant de la Gaule de Tanio Boccia : Caius Oppius
- 1962 : Il était trois flibustiers  de Steno